# Svarthøi
Svarthøi es una montaña en el municipio de Lesja en la provincia de Oppland, en el sur de Noruega.